# Breiðablik UBK
El Breiðablik UBK, també conegut com a UBK Kopavogur, és un club esportiu islandès de la ciutat de Kópavogur.

## Història

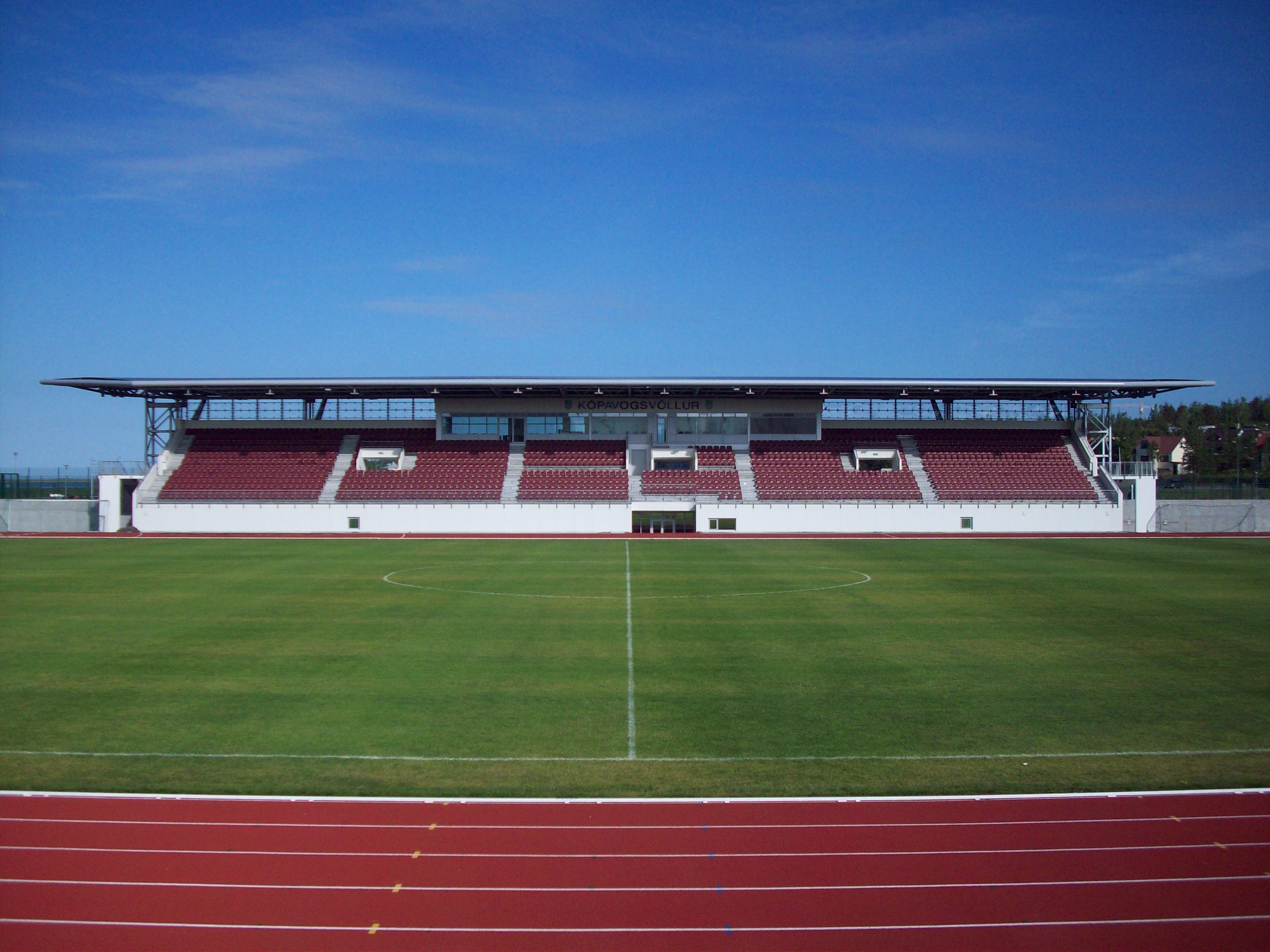
Kópavogsvöllur

El club va ser fundat el 1950, disputant el seu primer partit competitiu el 12 de juny de 1957, derrota 1-0 davant Þróttur Reykjavík. Ascendí per primer cop a primera divisió la temporada 1971. Els darrers anys ha tingut força èxit guanyant una lliga el 2010, una copa el 2009 i dues copes de la lliga. També ha participat diversos cops en competicions europees.

## Palmarès
- Lliga islandesa de futbol: 
  - 2010, 2022, 2024

- Segona divisió islandesa de futbol: 
  - 1970, 1975, 1979, 1993, 1998, 2005

- Copa islandesa de futbol: 
  - 2009

- Copa de la Lliga islandesa de futbol:
  - 2013, 2015

- Supercopa islandesa de futbol:
  - 2023